# Романов, Рой
Достопочтенный Рой Рома́нов (англ. Roy John Romanow; род. 12 августа 1939) — канадский политик от Новой демократической партии и первый украиноканадец на посту премьер-министра Саскачевана с 1991 по 2001. Королевский адвокат, бакалавр юридических наук.

## Ранняя жизнь
Романов родился в Саскатуне, Саскачеван, в семье украинских иммигрантов из села Ордов. В детстве его родным (первым) языком был украинский.
Учился в Университете Саскачевана, получив степень бакалавра в области политологии и LL.B.. В то же время активно включился в студенческую политику.

## Политика
Будучи министром юстиции Саскачевана, участвовал в переговорах о репатриации Конституции Канады и принятии Канадской хартии прав и свобод. Он также является автором отчёта Романова по здравоохранению в Канаде.
Поддерживал дружеские отношения с либеральными премьер-министрами Пьером Элиотом Трюдо и Жаном Кретьеном.